# María Dueñas

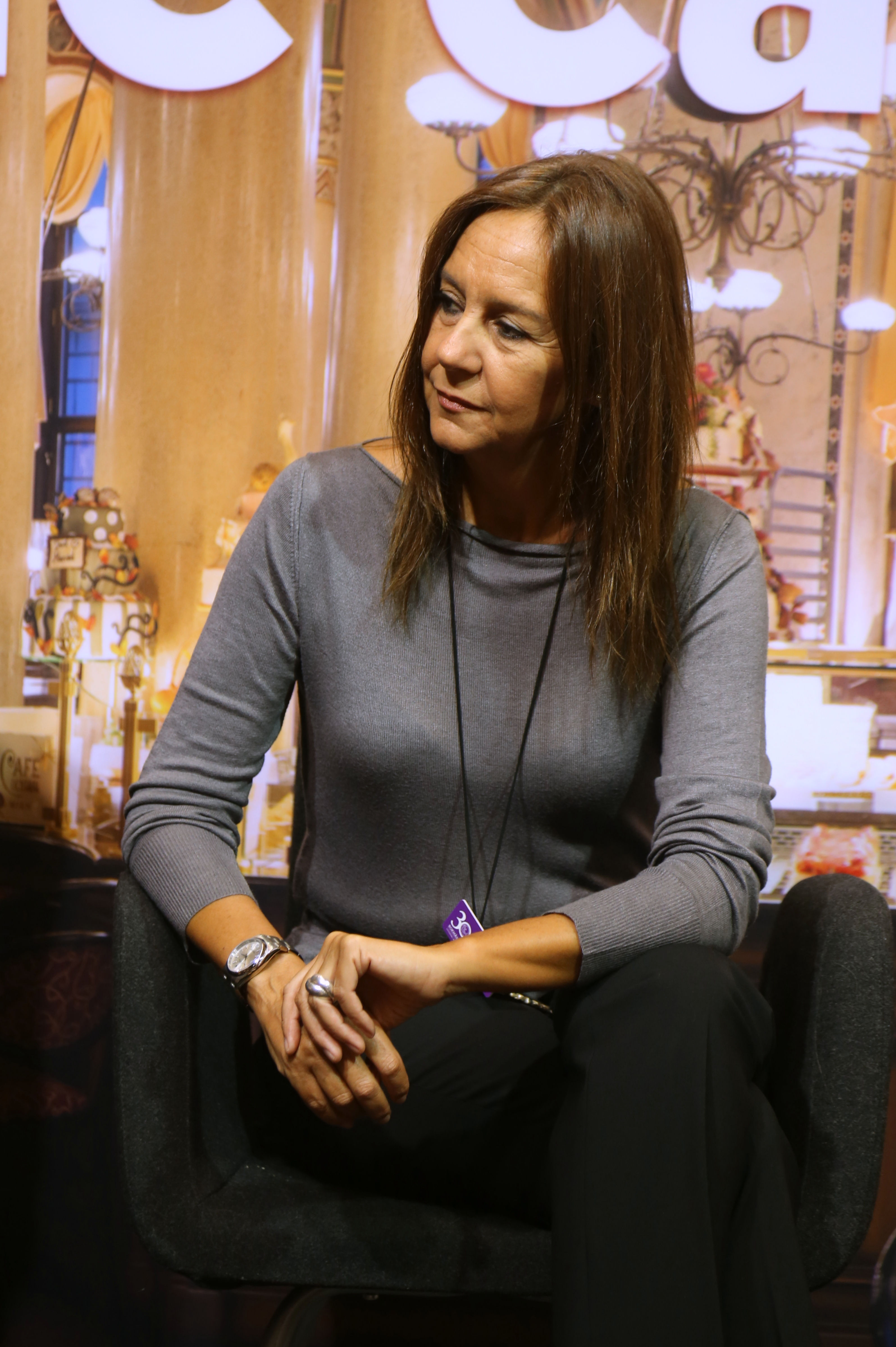
María Dueñas

María Dueñas Vinuesa (* 1964 in Puertollano) ist eine spanische Schriftstellerin.
Bekannt wurde sie mit ihrem 2009 erschienenen Debüt, El tiempo entre costuras (deutsch: Das Echo der Träume 2012). Der Roman wurde vielfach ausgezeichnet und gehört zu den meistverkauften Büchern der letzten Jahre in Spanien. Er liegt in insgesamt 35 Sprachen übersetzt vor. Darüber hinaus wurde der Roman als Fernsehserie verfilmt. Ihr letzter Roman La templanza ist der meistverkaufte Roman Spaniens im Erscheinungsjahr 2015. Auch aus diesem Roman entsteht zurzeit (Stand: 12/2016) eine Fernsehserie. In Deutschland soll La templanza 2017 unter dem Titel Wenn ich jetzt nicht gehe im Insel Verlag erscheinen.

## Leben
Dueñas wurde als Älteste von acht Kindern 1964 in Puertollano in der Provinz Ciudad Real geboren. Nach ihrem Studium schlug sie eine Karriere in der Wissenschaft ein und hat seit 2003 die Professur für Anglistik an der Universität Murcia inne, von der sie für ihre Schreibtätigkeit zurzeit freigestellt ist. María Dueñas lebt mit ihrem Mann und zwei Kindern in Cartagena (Spanien).

## Bibliografie
- El tiempo entre costuras. 2009.
  - Deutsch: Das Echo der Träume. Übersetzt von Barbara Reitz und Maria Zybak. Weltbild, 2012, ISBN 978-3-86800-874-6.
- Misión olvido. 2012.
  - Deutsch: Der Pinienhain. Übersetzt von Barbara Reitz und Maria Zybak. Blanvalet, München 2014, ISBN 978-3-442-38284-2.
- La templanza. 2015.
  - Deutsch: Wenn ich jetzt nicht gehe. Übersetzung Petra Zickmann. Insel Verlag, Berlin 2017, ISBN 978-3-458-17702-9.
- Las hijas del capitán. 2018.
  - Deutsch: Eine eigene Zukunft. Übersetzung Petra Zickmann. Insel Verlag, Berlin 2020, ISBN 978-3-458-17783-8.